# Чемпіонат України з футболу 2019—2020: Прем'єр-ліга
Українська Прем'єр-ліга 2019—2020 (з 4 туру — FavBet Ліга) — 12-й сезон української Прем'єр-ліги, який проходив із 28 липня 2019 року по 19 липня 2020 року. З 18 березня до 30 травня 2020 року змагання були призупинені через пандемію COVID-19.

## Регламент змагань
У чемпіонаті беруть участь 12 команд.

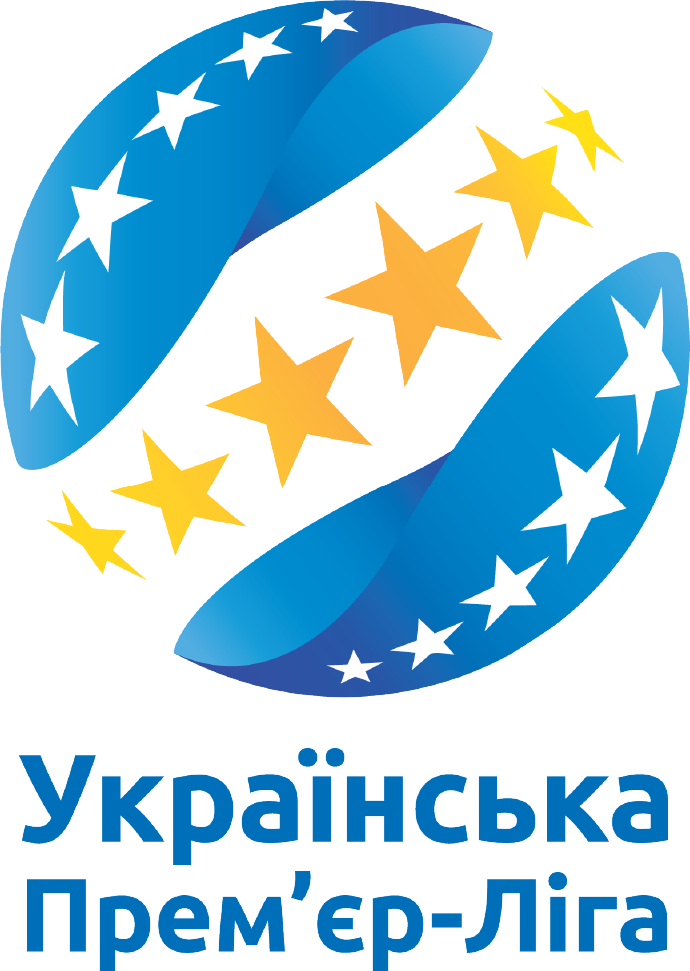
Логотип змагань до 4 туру.

У зв'язку з розширенням УПЛ до 14 клубів наступного сезону команда, яка посіла в турнірній таблиці 12 місце, напряму вилітає в першу лігу. З першої ліги підвищаться команди, які посіли 1-ше, 2-ге та 3-є місця.
Після другого етапу проводяться матчі плей-оф, в яких розігрується право брати участь у Лізі Європи: 
- команда, яка посіла 5-е місце, грає на власному полі один матч з командою, яка посіла 8-е місце,
- команда, яка посіла 6-е місце, грає на власному полі один матч з командою, яка посіла 7-е місце,

Переможці зазначених матчів грають один матч між собою за право брати участь у Лізі Європи, матч проводиться на полі команди, яка знаходиться вище в турнірній таблиці.
При рівній кількості набраних очок у двох та/або більше команд їх місця визначаються за такими показниками:
1. більша кількість набраних очок в особистих зустрічах між командами;
2. краща різниця забитих і пропущених м’ячів в особистих зустрічах;
3. більша кількість забитих м’ячів в особистих зустрічах;
4. краща різниця забитих і пропущених м’ячів в усіх матчах;
5. більша кількість забитих м’ячів в усіх матчах.

За рівності зазначених вище показників у випадку визначення переможця турніру проводиться «Золотий матч», в інших випадках проводиться жеребкування.

## Учасники
За підсумками попереднього сезону команди «Арсенал-Київ» і «Чорноморець» понизилися в класі, а «Дніпро-1» та «Колос» здобули путівки з першої ліги до Прем'єр-ліги.
Склад учасників:
| Команда          | Населений пункт                       | Стадіон                                                             | Місткість стадіону          | Місце в ПЛ 2018/2019 |
| ---------------- | ------------------------------------- | ------------------------------------------------------------------- | --------------------------- | -------------------- |
| «Ворскла»        | Полтава                               | «Ворскла» ім. Олексія Бутовського                                   | 23 842                      | 7                    |
| «Десна»          | Чернігів                              | ім. Юрія Гагаріна                                                   | 12 060                      | 8                    |
| «Динамо»         | Київ                                  | НСК «Олімпійський» «Динамо» ім. Валерія Лобановського               | 70 050 16 873               | 2                    |
| «Дніпро-1»       | Дніпро                                | «Дніпро-Арена» Міський (Тернопіль)                                  | 31 003 15 150               | 1 (перша ліга)       |
| «Зоря»           | Луганськ                              | «Славутич-Арена» (Запоріжжя)                                        | 11 883                      | 5                    |
| «Карпати»        | Львів                                 | «Україна» «Авангард» (Луцьк)                                        | 27 925 12 080               | 10                   |
| «Колос»          | село Ковалівка Васильківського району | «Оболонь-Арена» (Київ) НСК «Олімпійський» (Київ)                    | 5100 70 050                 | 2 (перша ліга, стик) |
| ФК «Львів»       | Львів                                 | «Арена Львів» «Україна» «Дніпро-Арена» (Дніпро) Міський (Тернопіль) | 34 512 27 925 31 003 15 150 | 6                    |
| ФК «Маріуполь»   | Маріуполь                             | ім. Володимира Бойка                                                | 12 680                      | 4                    |
| ФК «Олександрія» | Олександрія                           | КСК «Ніка»                                                          | 7000                        | 3                    |
| «Олімпік»        | Донецьк                               | «Динамо» ім. Валерія Лобановського (Київ)                           | 16 873                      | 9                    |
| «Шахтар»         | Донецьк                               | ОСК «Металіст» (Харків) НСК «Олімпійський» (Київ)                   | 40 003 70 050               | 1                    |

### Керівництво, тренери та спонсори
| Команда          | Президент           | Головний тренер         | Екіпірування | Титульний спонсор |
| ---------------- | ------------------- | ----------------------- | ------------ | ----------------- |
| «Ворскла»        | Костянтин Жеваго    | Юрій Максимов           | Nike         | «Ferrexpo»        |
| «Десна»          | Володимир Левін     | Олександр Рябоконь      | Nike         | «Парі-Матч»       |
| «Динамо»         | Ігор Суркіс         | Олексій Михайличенко    | New Balance  | —                 |
| «Дніпро-1»       | Максим Береза       | Дмитро Михайленко       | Nike         | —                 |
| «Зоря»           | Євгеній Гєллєр      | Віктор Скрипник         | Nike         | «Фаворит Спорт»   |
| «Карпати»        | Петро Димінський    | Роман Санжар            | Joma         | «Marathonbet»     |
| «Колос»          | Андрій Засуха       | Руслан Костишин         | Nike         | «Світанок»        |
| ФК «Львів»       | Богдан Копитко      | Георгій Цецадзе         | Nike         | «Лімо»            |
| ФК «Маріуполь»   | Тарік Махмуд Чаудрі | Олександр Бабич         | Nike         | «Фаворит Спорт»   |
| ФК «Олександрія» | Сергій Кузьменко    | Володимир Шаран         | Nike         | «AgroVista»       |
| «Олімпік»        | Владислав Гельзін   | Ігор Климовський (в.о.) | Joma         | «Парі-Матч»       |
| «Шахтар»         | Рінат Ахметов       | Луїш Каштру             | Nike         | «Парі-Матч»       |

- До 14 серпня 2019 року головним тренером «Динамо» був Олександр Хацкевич.[15]
- До 19 серпня 2019 року головним тренером «Олімпіка» був Жуліо Сезар.[16]
- До 2 вересня 2019 року виконувачем обов'язків головного тренера «Олімпіка» був Ігор Климовський.[17]
- До 3 вересня 2019 року головним тренером «Карпат» був Олександр Чижевський.[18]
- До 10 вересня 2019 року головним тренером ФК «Львів» був Богдан Блавацький.[19]
- До 31 жовтня 2019 року головним тренером ФК «Львів» був Володимир Мазяр.[20]
- До 14 туру (9 листопада 2019 року) «Десна» не мала титульного спонсора.
- До 14 листопада 2019 року головним тренером «Ворскли» був Віталій Косовський.[21]
- До зимової перерви ФК «Львів» мав іншого титульного спонсора – «Glusco».
- До 13 березня 2020 року головним тренером «Олімпіка» був Вісенте Гомес.[22]
- До 21 червня 2020 року головним тренером ФК «Львів» був Єгіше Мелікян.[23]

## Перший етап

### Турнірна таблиця
| М  | Команда          | І  | В  | Н | П  | РМ    | О  |
| -- | ---------------- | -- | -- | - | -- | ----- | -- |
| 1  | «Шахтар»         | 22 | 19 | 2 | 1  | 59−14 | 59 |
| 2  | «Динамо»         | 22 | 14 | 3 | 5  | 44−17 | 45 |
| 3  | «Зоря»           | 22 | 13 | 4 | 5  | 39−18 | 43 |
| 4  | «Десна»          | 22 | 13 | 3 | 6  | 36−15 | 42 |
| 5  | ФК «Олександрія» | 22 | 11 | 4 | 7  | 30−23 | 37 |
| 6  | «Колос»          | 22 | 8  | 2 | 12 | 25−39 | 26 |
| 7  | «Дніпро-1»       | 22 | 7  | 4 | 11 | 26−34 | 25 |
| 8  | ФК «Маріуполь»   | 22 | 6  | 7 | 9  | 21−35 | 25 |
| 9  | ФК «Львів»       | 22 | 5  | 5 | 12 | 16−35 | 20 |
| 10 | «Ворскла»        | 22 | 6  | 2 | 14 | 15−38 | 20 |
| 11 | «Олімпік»        | 22 | 5  | 3 | 14 | 17−37 | 18 |
| 12 | «Карпати»        | 22 | 2  | 7 | 13 | 17−40 | 13 |

Позначення:

### Результати матчів
| Команда          | ВОР | ДЕС | ДИН | Д-1 | ЗОР | КАР | КОЛ | ЛЬВ | МАР | ОЛЕ | ОЛІ | ШАХ |
| ---------------- | --- | --- | --- | --- | --- | --- | --- | --- | --- | --- | --- | --- |
| «Ворскла»        |     | 0:1 | 0:5 | 1:1 | 0:1 | 2:1 | 1:0 | 3:2 | 1:1 | 0:1 | 1:0 | 1:0 |
| «Десна»          | 2:0 |     | 0:1 | 1:1 | 1:0 | 0:0 | 0:0 | 1:2 | 4:0 | 2:0 | 1:0 | 0:1 |
| «Динамо»         | 2:1 | 1:2 |     | 2:0 | 1:2 | 1:1 | 2:0 | 4:0 | 3:0 | 1:0 | 1:1 | 1:2 |
| «Дніпро-1»       | 1:0 | 0:1 | 3:1 |     | 1:4 | 2:0 | 2:1 | 2:3 | 3:0 | 1:2 | 2:0 | 0:2 |
| «Зоря»           | 4:0 | 2:1 | 2:2 | 1:1 |     | 2:0 | 2:0 | 2:0 | 0:0 | 1:2 | 1:0 | 1:2 |
| «Карпати»        | 2:1 | 2:6 | 0:2 | 1:1 | 0:1 |     | 1:2 | 0:0 | 1:1 | 0:4 | 1:2 | 0:3 |
| «Колос»          | 0:3 | 2:0 | 0:4 | 4:0 | 1:3 | 2:1 |     | 1:0 | 2:1 | 1:1 | 1:2 | 3:4 |
| ФК «Львів»       | 2:0 | 1:4 | 0:3 | 0:2 | 0:0 | 0:0 | 3:2 |     | 0:1 | 1:1 | 0:1 | 0:2 |
| ФК «Маріуполь»   | 3:0 | 0:4 | 0:1 | 1:0 | 1:2 | 2:2 | 2:0 | 0:0 |     | 2:1 | 1:1 | 1:1 |
| ФК «Олександрія» | 3:0 | 0:3 | 1:3 | 2:0 | 1:0 | 2:1 | 1:2 | 2:0 | 3:1 |     | 2:1 | 1:3 |
| «Олімпік»        | 2:0 | 1:2 | 1:3 | 3:2 | 0:5 | 1:3 | 0:1 | 0:1 | 1:2 | 0:0 |     | 0:4 |
| «Шахтар»         | 4:0 | 1:0 | 1:0 | 4:1 | 4:3 | 3:0 | 6:0 | 4:1 | 5:1 | 0:0 | 3:0 |     |

### Тур за туром
| Команда / Тур    | 1        | 2  | 3  | 4  | 5  | 6  | 7  | 8  | 9  | 10 | 11 | 12 | 13 | 14 | 15 | 16 | 17 | 18 | 19 | 20 | 21 | 22 |   |
| ---------------- | -------- | -- | -- | -- | -- | -- | -- | -- | -- | -- | -- | -- | -- | -- | -- | -- | -- | -- | -- | -- | -- | -- | - |
| Команда / Тур    | «Шахтар» | 1  | 1  | 1  | 1  | 1  | 1  | 1  | 1  | 1  | 1  | 1  | 1  | 1  | 1  | 1  | 1  | 1  | 1  | 1  | 1  | 1  | 1 |
| «Динамо»         | 2        | 2  | 3  | 2  | 2  | 2  | 4  | 3  | 3  | 3  | 2  | 2  | 2  | 4  | 2  | 2  | 4  | 2  | 2  | 3  | 3  | 2  |   |
| ФК «Олександрія» | 10       | 9  | 9  | 6  | 8  | 5  | 3  | 4  | 4  | 4  | 4  | 5  | 5  | 5  | 5  | 5  | 5  | 5  | 5  | 5  | 5  | 5  |   |
| ФК «Маріуполь»   | 8        | 7  | 7  | 8  | 11 | 9  | 8  | 8  | 8  | 8  | 7  | 6  | 6  | 6  | 7  | 6  | 7  | 6  | 7  | 7  | 7  | 8  |   |
| «Зоря»           | 6        | 5  | 2  | 3  | 4  | 4  | 5  | 5  | 5  | 5  | 5  | 4  | 4  | 2  | 3  | 3  | 2  | 3  | 3  | 2  | 2  | 3  |   |
| ФК «Львів»       | 5        | 6  | 10 | 11 | 7  | 10 | 11 | 11 | 11 | 11 | 12 | 12 | 12 | 11 | 11 | 10 | 10 | 10 | 10 | 9  | 9  | 9  |   |
| «Ворскла»        | 9        | 10 | 8  | 9  | 5  | 7  | 10 | 10 | 10 | 10 | 11 | 11 | 11 | 12 | 12 | 12 | 12 | 11 | 11 | 11 | 11 | 10 |   |
| «Десна»          | 7        | 8  | 4  | 4  | 3  | 3  | 2  | 2  | 2  | 2  | 3  | 3  | 3  | 3  | 4  | 4  | 3  | 4  | 4  | 4  | 4  | 4  |   |
| «Олімпік»        | 12       | 11 | 12 | 12 | 12 | 12 | 12 | 12 | 12 | 12 | 10 | 9  | 7  | 7  | 6  | 7  | 9  | 9  | 9  | 10 | 10 | 11 |   |
| «Карпати»        | 11       | 12 | 11 | 10 | 10 | 11 | 7  | 9  | 9  | 9  | 9  | 10 | 10 | 10 | 10 | 11 | 11 | 12 | 12 | 12 | 12 | 12 |   |
| «Дніпро-1»       | 3        | 4  | 6  | 7  | 9  | 6  | 9  | 6  | 7  | 7  | 8  | 8  | 9  | 9  | 9  | 8  | 8  | 8  | 8  | 8  | 8  | 7  |   |
| «Колос»          | 4        | 3  | 5  | 5  | 6  | 8  | 6  | 7  | 6  | 6  | 6  | 7  | 8  | 8  | 8  | 9  | 6  | 7  | 6  | 6  | 6  | 6  |   |

## Другий етап

### Турнірна таблиця
| М | Команда          | І  | В  | Н | П  | РМ    | О  |
| - | ---------------- | -- | -- | - | -- | ----- | -- |
|   | «Шахтар»         | 32 | 26 | 4 | 2  | 80−26 | 82 |
|   | «Динамо»         | 32 | 18 | 5 | 9  | 65−35 | 59 |
|   | «Зоря»           | 32 | 17 | 7 | 8  | 50−29 | 58 |
| 4 | «Десна»          | 32 | 17 | 5 | 10 | 59−33 | 56 |
| 5 | ФК «Олександрія» | 32 | 14 | 7 | 11 | 49−47 | 49 |
| 6 | «Колос»          | 32 | 10 | 2 | 20 | 33−59 | 32 |

| М  | Команда        | І  | В  | Н | П  | РМ    | О  |
| -- | -------------- | -- | -- | - | -- | ----- | -- |
| 7  | «Дніпро-1»     | 32 | 15 | 4 | 13 | 42−42 | 49 |
| 8  | ФК «Маріуполь» | 32 | 12 | 9 | 11 | 40−46 | 45 |
| 9  | «Олімпік»      | 32 | 10 | 6 | 16 | 32−47 | 36 |
| 10 | «Ворскла»      | 32 | 9  | 7 | 16 | 23−48 | 34 |
| 11 | ФК «Львів»     | 32 | 5  | 9 | 18 | 25−57 | 24 |
| 12 | «Карпати»      | 32 | 2  | 9 | 21 | 19−48 | 15 |

«Карпати» виключені зі змагань згідно з рішенням КДК УАФ від 9 липня 2020 року, в усіх не зіграних матчах команді зараховані технічні поразки −:+.
Позначення:

### Результати матчів
| Команда          | ДЕС | ДИН | ЗОР | КОЛ | ОЛЕ | ШАХ |
| ---------------- | --- | --- | --- | --- | --- | --- |
| «Десна»          |     | 3:2 | 1:2 | 5:1 | 1:3 | 2:4 |
| «Динамо»         | 1:1 |     | 3:1 | 2:1 | 5:1 | 2:3 |
| «Зоря»           | 1:1 | 1:3 |     | 1:0 | 2:2 | 1:0 |
| «Колос»          | 0:2 | 2:0 | 0:2 |     | 2:1 | 0:1 |
| ФК «Олександрія» | 1:5 | 2:2 | 1:0 | 4:2 |     | 2:2 |
| «Шахтар»         | 3:2 | 3:1 | 0:0 | 2:0 | 3:2 |     |

| Команда        | ВОР | Д-1 | КАР    | ЛЬВ | МАР    | ОЛІ |
| -------------- | --- | --- | ------ | --- | ------ | --- |
| «Ворскла»      |     | 2:0 | +:−    | 1:1 | 1:2    | 0:0 |
| «Дніпро-1»     | 3:0 |     | +:–    | 3:2 | 2:0    | 3:1 |
| «Карпати»      | −:+ | −:+ |        | 1:1 | 0:3[б] | −:+ |
| ФК «Львів»     | 2:2 | 1:2 | 1:1    |     | 0:2    | 1:5 |
| ФК «Маріуполь» | 1:1 | 2:1 | 3:0[а] | 3:0 |        | 1:4 |
| «Олімпік»      | 1:1 | 0:2 | +:–    | 2:0 | 2:2    |     |

а Згідно з рішенням КДК УАФ від 9 липня 2020 року за неявку на гру команді «Карпати» зараховано технічну поразку 0:3, а ФК «Маріуполь» — перемогу 3:0.
б Згідно з рішенням КДК УАФ від 9 липня 2020 року за неявку на гру команді «Карпати» зараховано технічну поразку 0:3, а ФК «Маріуполь» — перемогу 3:0.

### Тур за туром
| Команда / Тур    | 23       | 24 | 25 | 26 | 27 | 28 | 29 | 30 | 31 | 32 |   |
| ---------------- | -------- | -- | -- | -- | -- | -- | -- | -- | -- | -- | - |
| Команда / Тур    | «Шахтар» | 1  | 1  | 1  | 1  | 1  | 1  | 1  | 1  | 1  | 1 |
| «Динамо»         | 3        | 4  | 3  | 2  | 2  | 2  | 3  | 3  | 2  | 2  |   |
| «Зоря»           | 2        | 2  | 2  | 4  | 3  | 3  | 4  | 2  | 3  | 3  |   |
| «Десна»          | 4        | 3  | 4  | 3  | 4  | 4  | 2  | 4  | 4  | 4  |   |
| ФК «Олександрія» | 5        | 5  | 5  | 5  | 5  | 5  | 5  | 5  | 5  | 5  |   |
| «Колос»          | 6        | 6  | 6  | 6  | 6  | 6  | 6  | 6  | 6  | 6  |   |

| Команда / Тур  | 23         | 24 | 25 | 26 | 27 | 28 | 29 | 30 | 31 | 32 |   |
| -------------- | ---------- | -- | -- | -- | -- | -- | -- | -- | -- | -- | - |
| Команда / Тур  | «Дніпро-1» | 7  | 7  | 7  | 7  | 7  | 7  | 7  | 7  | 7  | 7 |
| ФК «Маріуполь» | 8          | 8  | 8  | 8  | 8  | 8  | 8  | 8  | 8  | 8  |   |
| ФК «Львів»     | 9          | 9  | 10 | 11 | 11 | 11 | 11 | 11 | 11 | 11 |   |
| «Ворскла»      | 10         | 10 | 9  | 9  | 9  | 9  | 9  | 9  | 9  | 10 |   |
| «Олімпік»      | 11         | 11 | 11 | 10 | 10 | 10 | 10 | 10 | 10 | 9  |   |
| «Карпати»      | 12         | 12 | 12 | 12 | 12 | 12 | 12 | 12 | 12 | 12 |   |

## Статистика

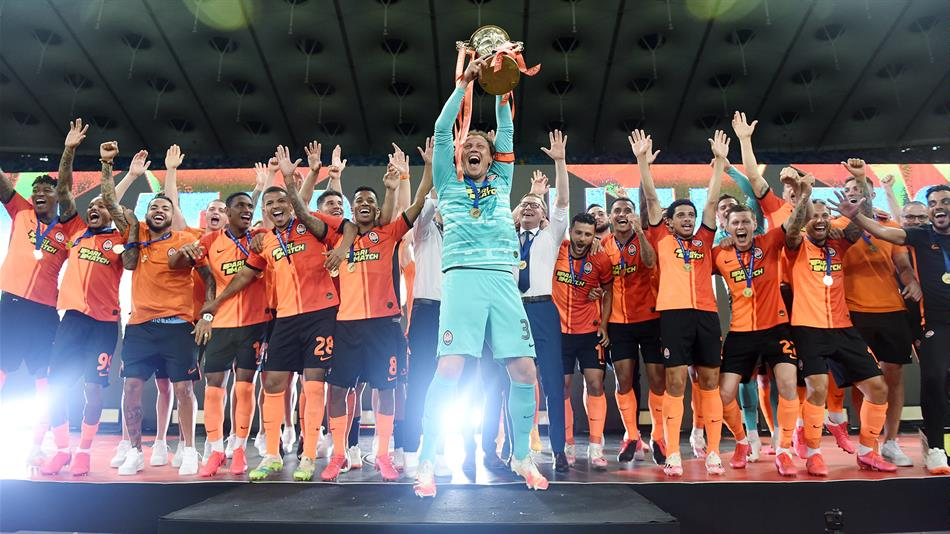
святкує здобуття титулу чемпіона. 29 червня 2020 року.

### Найкращі бомбардири
| №  | Футболіст          | Команда          | Голи (пен.) |
| -- | ------------------ | ---------------- | ----------- |
| 1  | Жуніор Мораес      | «Шахтар»         | 20 (1)      |
| 2  | Олександр Філіппов | «Десна»          | 16 (3)      |
| 3  | Владислав Супряга  | «Дніпро-1»       | 14 (2)      |
| 4  | Віктор Циганков    | «Динамо»         | 14 (4)      |
| 5  | Марлос             | «Шахтар»         | 13 (1)      |
| 6  | Богдан Лєднєв      | «Зоря»           | 11 (1)      |
| 7  | Беньямін Вербич    | «Динамо»         | 11 (2)      |
| 8  | Тайсон             | «Шахтар»         | 10 (4)      |
| 9  | Максим Третьяков   | ФК «Олександрія» | 10 (7)      |
| 10 | Віталій Буяльський | «Динамо»         | 9 (1)       |
| 10 | Карлос де Пена     | «Динамо»         | 9 (1)       |

### Хет-трики
| Гравець           | Клуб       | Суперник   | Результат | Дата              | Джерело |
| ----------------- | ---------- | ---------- | --------- | ----------------- | ------- |
| Жуніор Мораес     | «Шахтар»   | ФК «Львів» | 4:1       | 22 листопада 2019 | [ 25 ]  |
| Владислав Супряга | «Дніпро-1» | «Динамо»   | 3:1       | 28 лютого 2020    | [ 26 ]  |
| Шахаб Захеді      | «Олімпік»  | ФК «Львів» | 5:1       | 16 липня 2020     | [ 27 ]  |

Примітки:

== Плей-оф за право брати участь у Лізі Європи ==
Після другого етапу проводяться матчі плей-оф, в яких розігрується право брати участь у Лізі Європи. Команда, яка посіла 5-е місце, грає на власному полі один матч з командою, яка посіла 8-е місце, а команда, яка посіла 6-е місце, грає на власному полі один матч з командою, яка посіла 7-е місце. Переможці зазначених матчів грають один матч між собою за право брати участь у Лізі Європи, матч проводиться на полі команди, яка знаходиться вище в турнірній таблиці.
Півфінал
| 25 липня 2020 19:30 +26 °C |

| ФК «Олександрія» | 1:2      | ФК «Маріуполь»           |
| ---------------- | -------- | ------------------------ |
| Безбородько 35'  | Протокол | Полегенько 28' Кащук 83' |

| «Ніка», Олександрія Глядачів: 1070 Арбітр: Анатолій Абдула (Харків) |

| 25 липня 2020 17:00 +23 °C |

| «Колос»                                    | 4:1      | «Дніпро-1»  |
| ------------------------------------------ | -------- | ----------- |
| Оріховський 22' Антюх 24', 50' Морозко 88' | Протокол | Супряга 48' |

| НСК «Олімпійський», Київ Глядачів: 2915 Арбітр: Катерина Монзуль (Харків) |

Фінал
| 29 липня 2020 19:30 +28 °C |

| «Колос»   | 1:0 (дч) | ФК «Маріуполь» |
| --------- | -------- | -------------- |
| Антюх 95' | Протокол |                |

| НСК «Олімпійський», Київ Глядачів: 5073 Арбітр: Євген Арановський (Київ) |